# Atianes
Atianes (en grec antic Ατυάνας) fou un esportista grec nascut a Adramítion (Adramyttium) que va guanyar els llorers en la competició de pugilat als Jocs Olímpics de l'antiguitat l'any 72 aC. Figura a la relació de Flegó sobre la 177a Olimpíada.
Ciceró diu que va morir més tard a mans dels pirates mentre Luci Valeri Flac era governador d'Àsia.